# Gärbershof
Gärbershof ist ein in der Oberpfalz gelegenes Dorf, das ein Gemeindeteil von Amberg ist.

## Lage
Der Ort befindet sich in der Region Oberpfälzer Jura und liegt in der nach Gailoh benannten Gemarkung. Gärbershof selbst ist einer von 23 Ortsteilen der kreisfreien Stadt Amberg. Die Ortsmitte der Kernstadt liegt eineinhalb Kilometer entfernt und Ursensollen sieben Kilometer.

## Verkehr
Die Bundesstraße 85 verläuft 350 Meter nordöstlich des Ortes.

## Kultur und Sehenswürdigkeiten

### Bauwerke
Am nordwestlichen Ortsrand von Gärbershof gibt es mit einem ehemaligen Mühlengebäude ein denkmalgeschütztes Bauwerk. Am östlichen Ortsrand des Dorfes stand früher das Schloss Gärbershof, das aber nicht mehr existiert.